# Friedrich Osten (Maler)

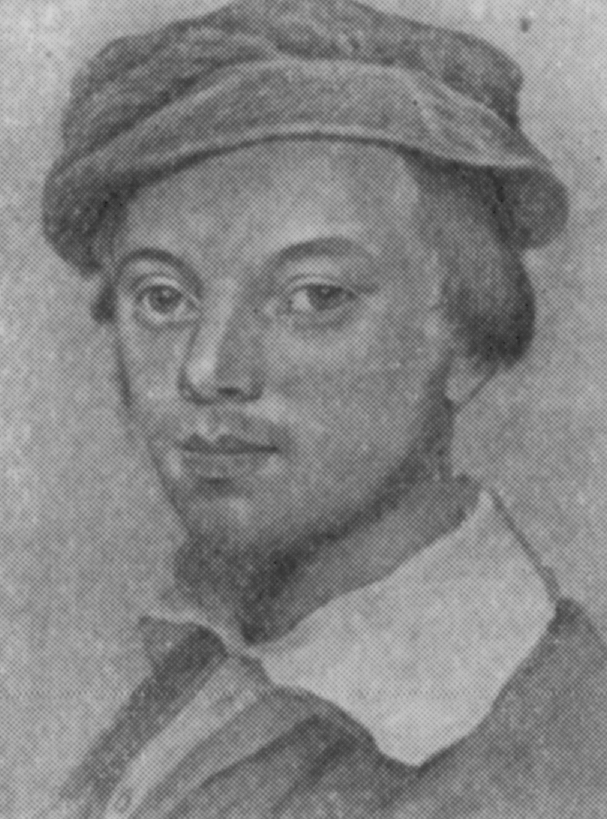
Friedrich Osten

Friedrich Osten (* 5. Juni 1816 in Hannover; † 9. September 1849 in Athen) war ein deutscher Architekt, Maler, Bauhistoriker, Hochschullehrer und Kunstschriftsteller. In der Architekturgeschichte gilt er als „Vordenker des hannoverschen Rundbogenstils“.

## Leben
Friedrich Osten wurde 1816 als Sohn eines Gastwirtes geboren zur Zeit des Königreichs Hannover in der durch die Personalunion zwischen Großbritannien und Hannover lange verwaisten Residenzstadt des vormaligen Kurfürstentums. Als einer der ersten Schüler der 1831 gegründeten Höheren Gewerbeschule zu Hannover, aus der die spätere Leibniz Universität Hannover hervorging, studierte er dort von 1831 bis 1836 und wurde dann als Mitarbeiter von Ernst Ebeling dort tätig. Mit seinen eigenen Arbeiten beschickte der Maler verschiedene Ausstellungen des Kunstvereins Hannover.
In den Jahren 1840 bis 1842 unternahm der Künstler eine Reise nach Italien (oder war 1840/1846 in Rom), nach der er in seiner Heimatstadt mehrere Vorträge über die Baukunst der Lombardei hielt. So gab er den Anstoß zur Entwicklung des Hannoverschen Rundbogenstils, durch den er beispielsweise den Lehrer Ernst Ebeling selbst zu einem frühen Vertreter dieses Architekturstils formte. So wurde Friedrich Osten 1846 schließlich „Zweiter Lehrer“ für Baukunst an der Höheren Gewerbeschule, dort speziell für die „künstlerische Richtung“.
Während der Deutschen Revolution sandte Friedrich Osten 1848 ein bei den Gebrüdern Jänecke gedrucktes Manifest an das Parlament der Frankfurter Nationalversammlung. In der Druckschrift äußerte er sich zu den Bauaufgaben eines demokratischen Staates, forderte eine Reform des Architekturstudiums und insbesondere die Zulassung freier Architekten zu öffentlichen Bauaufgaben, um so den Wettbewerb insgesamt und vor allem bei der Ausformulierung der Architekturräume zu fördern.

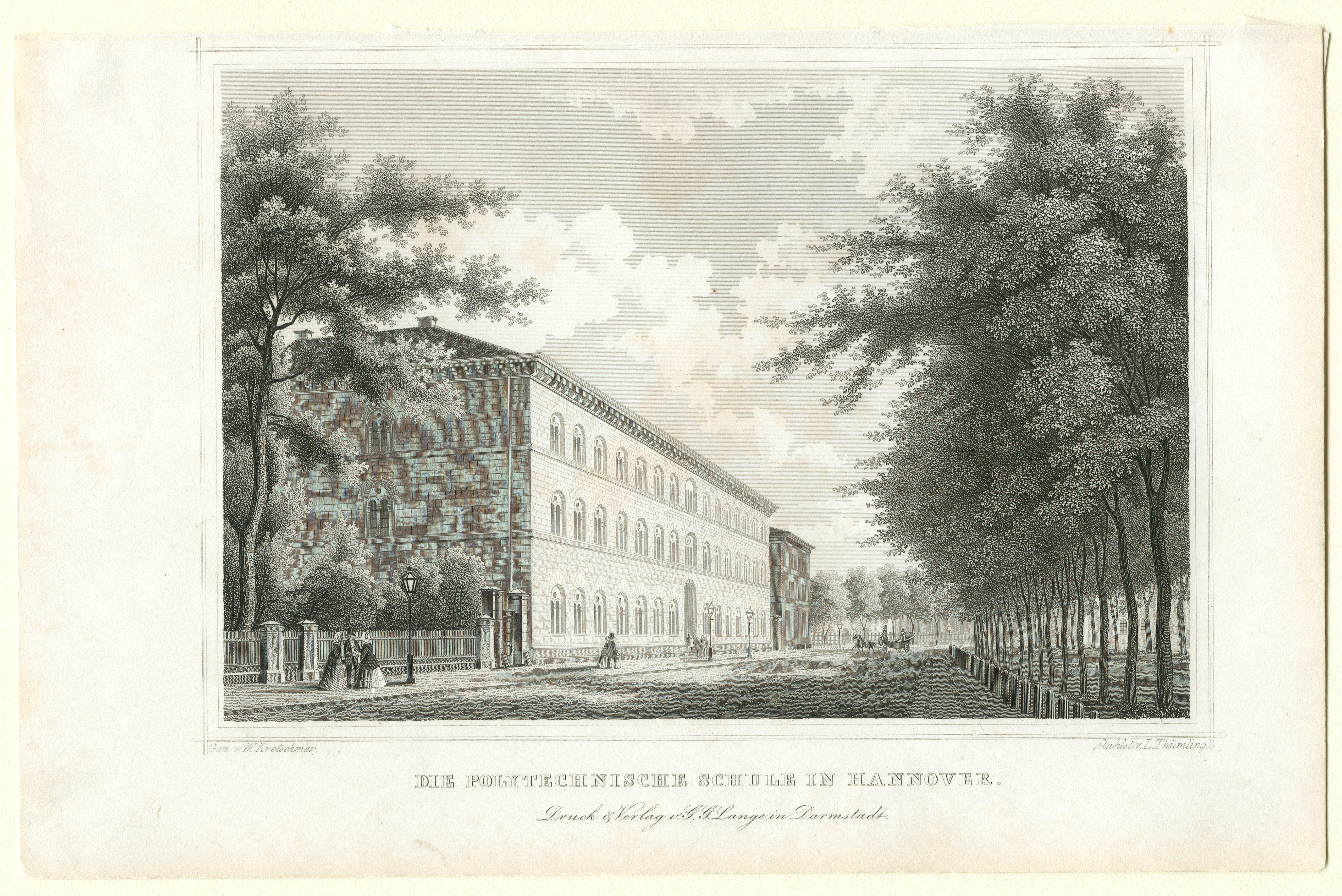
„Die Polytechnische Schule in Hannover“ Stich um 1850 von Thümling nach Kretschmer
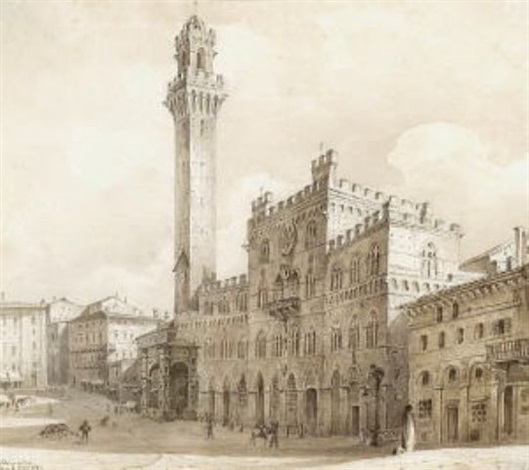
„Blick auf den Palazzo Vecchio“, Arbeit von 1841
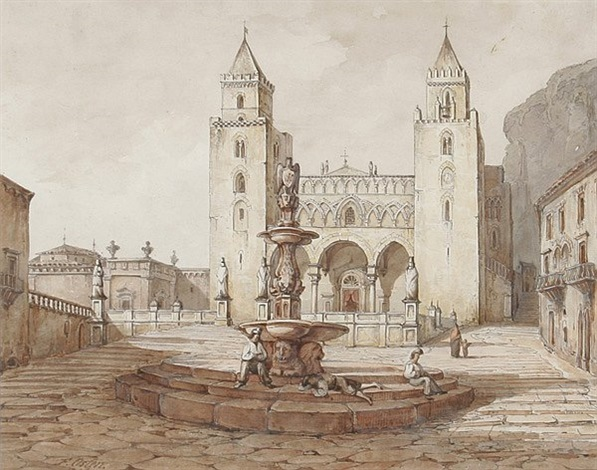
„Der Dom zu Cefal(u) auf Sizilien“, 1848, Wasserfarben, Stift und Bleistift (21,8 × 27,7 cm)

Osten starb 1849 während einer Studienreise in Griechenland. Die so vakant gewordene Stelle an der Höheren Gewerbeschule in Hannover besetzte dann Ostens Freund Conrad Wilhelm Hase, der zuvor nur provisorisch angestellt war, nach dem überraschenden Tod seines Freundes jedoch verstärkt zur Geschichte und speziell zur antiken und mittelalterlichen Baugeschichte lehrte.

## Archivalien
Zeichnungen Ostens befinden vornehmlich in Privatbesitz, einige Zeichnungen sollen auch im Kestnermuseum aufbewahrt worden sein, darunter „sein Bildnis, gez. v. Kestner“. Das Stadtarchiv Hannover hält als Archivalien des Architekten vor allem seinen Briefverkehr vor.

## Schriften (Auswahl)
- Die Bauwerke in der Lombardei vom 7. bis 14. Jahrhundert (= Monuments de la Lombardie depuis le septième siècle jusqu’au quatorzième / Dessinés et expliqués historiquement par Fréderic Osten), Text in französischer und deutscher Sprache, Joseph Baer, Frankfurt a. Main; Carl Wilhelm Leske, Darmstadt 1847, doi:10.3931/e-rara-56339.
- Schutzfragen für Kunst und Künstler in Deutschland, besonders im Königreich Hannover / aufgeworfen und beantwortet von Friedrich Osten. Jänecke, Hannover 1848.